# 石川麻衣 (グラビアアイドル)
石川 麻衣（いしかわ まい、1996年9月6日 - ）は、日本のグラビアアイドル。東京都出身。8代目ミスヤングチャンピオン・グランプリ受賞。バストをAカップからEカップまで育てた「育乳」タレントとして活動。

## 出演

### テレビ
- 「良かれと思って! お騒がせ芸能人vs世間の声SP」（2017年7月12日、フジテレビ）
- 「にちようチャップリン」（2017年7月30、テレビ東京）
- 「液体グルメバラエティー たれ」（2017年9月12日、テレビ東京）
- 「今夜はナゾトレ」（2017年10月31日、フジテレビ）

### インターネットテレビ
- 「お願い!ランキング」（2017年6月13日、AbemaTV）

### モデル
- 「全身脱毛レビュー」（2017年、webサイト）
- YYC（2017年 - ）
- Poiboy（2017年 - ）

### イベント
- 「全日本タレ総選挙2017[3]」（2017年）

### グラビア
- 「週プレモバイル」（2017年9月18日）
- 「ヤングチャンピオン」（2017年9月26日）